# Gomphochernes communis
Gomphochernes communis är en spindeldjursart som först beskrevs av Luigi Balzan 1888.  Gomphochernes communis ingår i släktet Gomphochernes och familjen blindklokrypare. Inga underarter finns listade i Catalogue of Life.